# Panoz
Panoz ou Panoz Auto Development est un constructeur automobile américain fondé par Dan Panoz, fils de Don Panoz, en 1989. Il est spécialisé dans la compétition automobile notamment dans les séries américaines IndyCar, Champ Car et surtout American Le Mans Series.

## Histoire
L'histoire de Panoz débute en 1988 lorsque Daniel Panoz, fils de Donald Panoz, commence à travailler à la Thompson Motor Company (TMC). Il s'agit d'un constructeur de kit-cars irlandais. Le modèle que l'entreprise produisait à l'époque était la Costin. Alors en difficulté financière, Donald Panoz décida de racheter l'entreprise. De ce rachat découla la création de son entreprise, Panoz Automotive Development Company. À l'époque, les locaux de l'entreprise sont situés à Hoschton en Géorgie. Ainsi, Daniel et 2 ingénieurs de TMC concevront en 1990 le prototype de la Roadster, dont le chassis est repris de la Costin. Le moteur Ford 1,6L de cette dernière est changé pour un V8. La production est lancée en 1992.
En 1996, le V8 de 225ch est remplacé par un V8 en aluminium de 305ch, issu de la Mustang SVT Cobra. Le châssis est également repensé et conçu en aluminium.

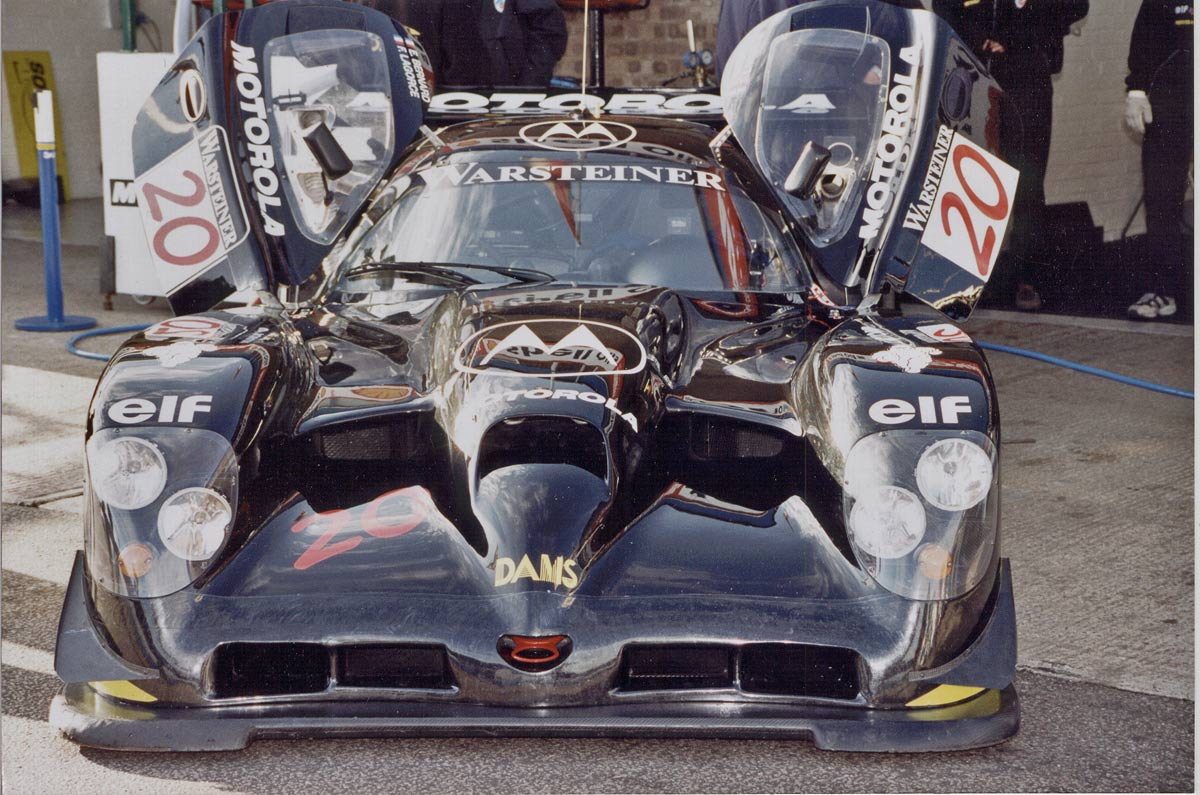
Panoz Esperante GTR-1, phase 1998

Durant la même année, Panoz cherche à se développer sur la compétition. L'entreprise se tournera vers Reynard Motorsport pour concevoir leur premier prototype, l'Esperante GTR-1. Le moteur est issu de la NASCAR, il s'agit d'un V8 6.0L Ford. Le modèle fut produit en petite série comme le règlement GT1 l'impose, mais elle diffère de ses concurrentes de par sa conception : son moteur est placé en position centrale avant.
Les GTR-1 débutent en compétition en 1997 au 24 Heures du Mans et au 12 Heures de Sebring. Aucune des voitures engagées n'arrivera à franchir la ligne d'arrivée. Toutefois, les GTR-1 remportent leur première victoire à Road Atlanta, ainsi que d'autres victoires à Watkins Glen, Laguna Seca et Sears Point.
L'année suivante, la GTR-1 fut allongée pour l'aérodynamisme et courut de nouveau aux 24 Heures du Mans. 2 voitures furent engagées et une seule termina la course, à la septième place.
En 1999, Panoz engage les LMP-1 Roadster-S, dérivées des GTR-1. Les 2 voitures engagées au Mans en 1999 arrivent 7ème et 11ème.

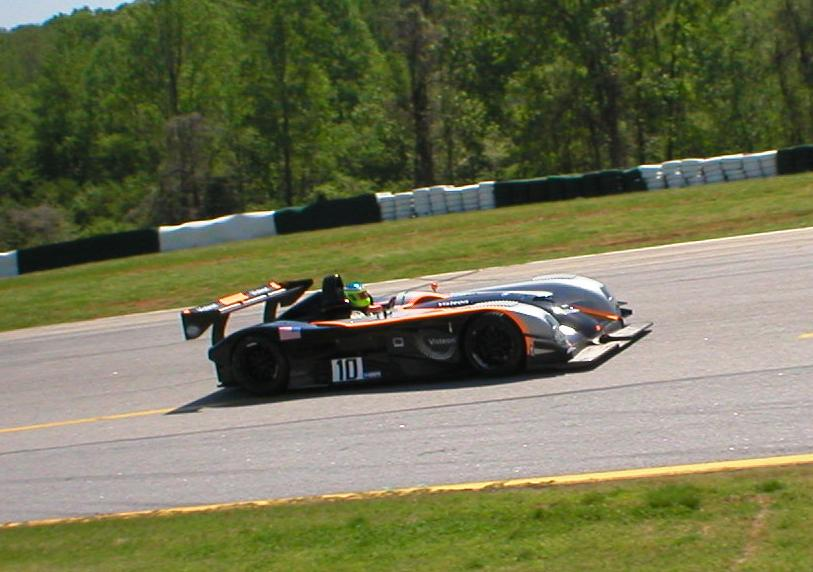
Panoz LMP1 Roadster-S

En 2000, Panoz connait un abandon total à Sebring, mais parvient à atteindre les 5ème, 6ème, 8ème et 15ème places aux 24 Heures du Mans. 5 voitures avaient concouru cette année là : 2 officielles rouges, 2 de la Team Dragon Asahi, et une du Den Bla Avis qui n'a pas fini la course.
Deux nouveaux modèles sont conçus après ces résultats : l'Esperante et la LMP07. L'Esperante est la remplaçante du Roadster et propose une conception plus classique. Il s'agit d'un cabriolet 2 places équipé d'un V8 Ford de 4.8L et proposé en 3 versions : base, GT, et GTLM proposant de 305 à 420 chevaux. Concernant la LMP07, elle souffre d'un problème d'aérodynamisme et donne des résultats catastrophiques lors des 24 Heures du Mans 2001.

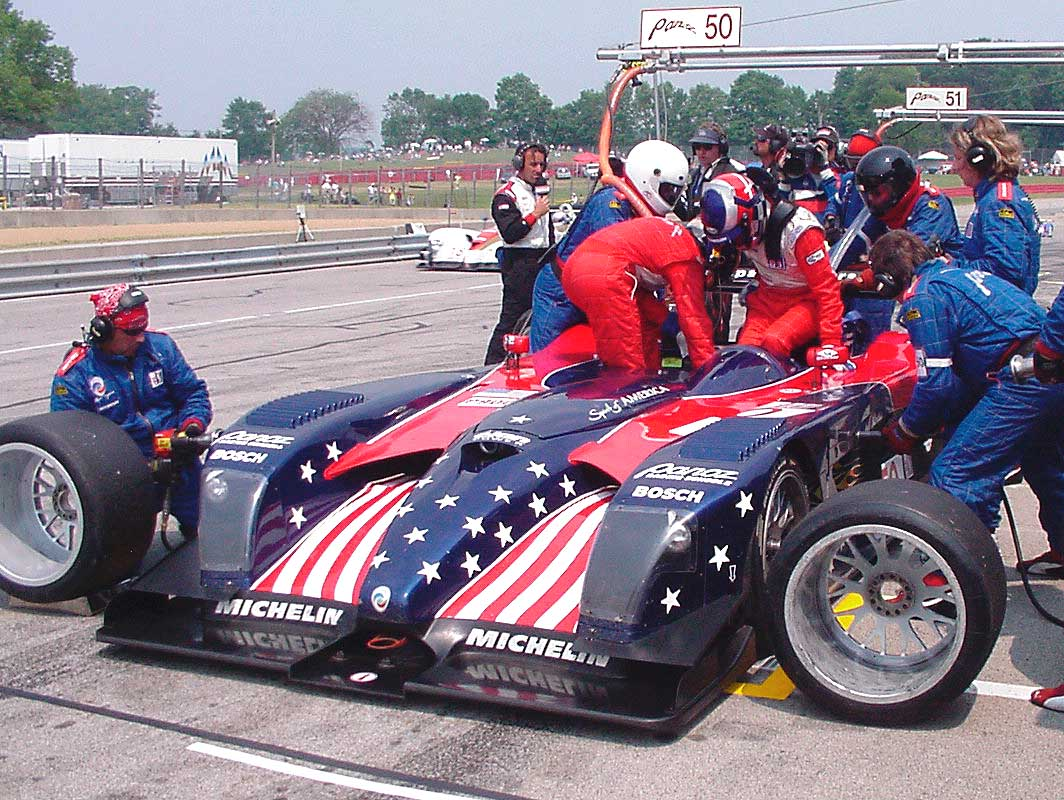
Panoz LMP01 Evo

En 2002, deux LMP01 Evo participent aux 24 Heures du Mans. Il s'agit d'une évolution de la LMP-1 Roadster S. Elles ne terminent pas la course, mais une termine à la cinquième place l'année suivante. 2003 signe la dernière année de présence de Panoz au Mans dans la catégorie prototype.
En 2004, Panoz n'est pas présent officiellement au Mans, mais une GTR-1 est engagée par Patrick Bourdais, qui ne franchit pas l'arrivée.

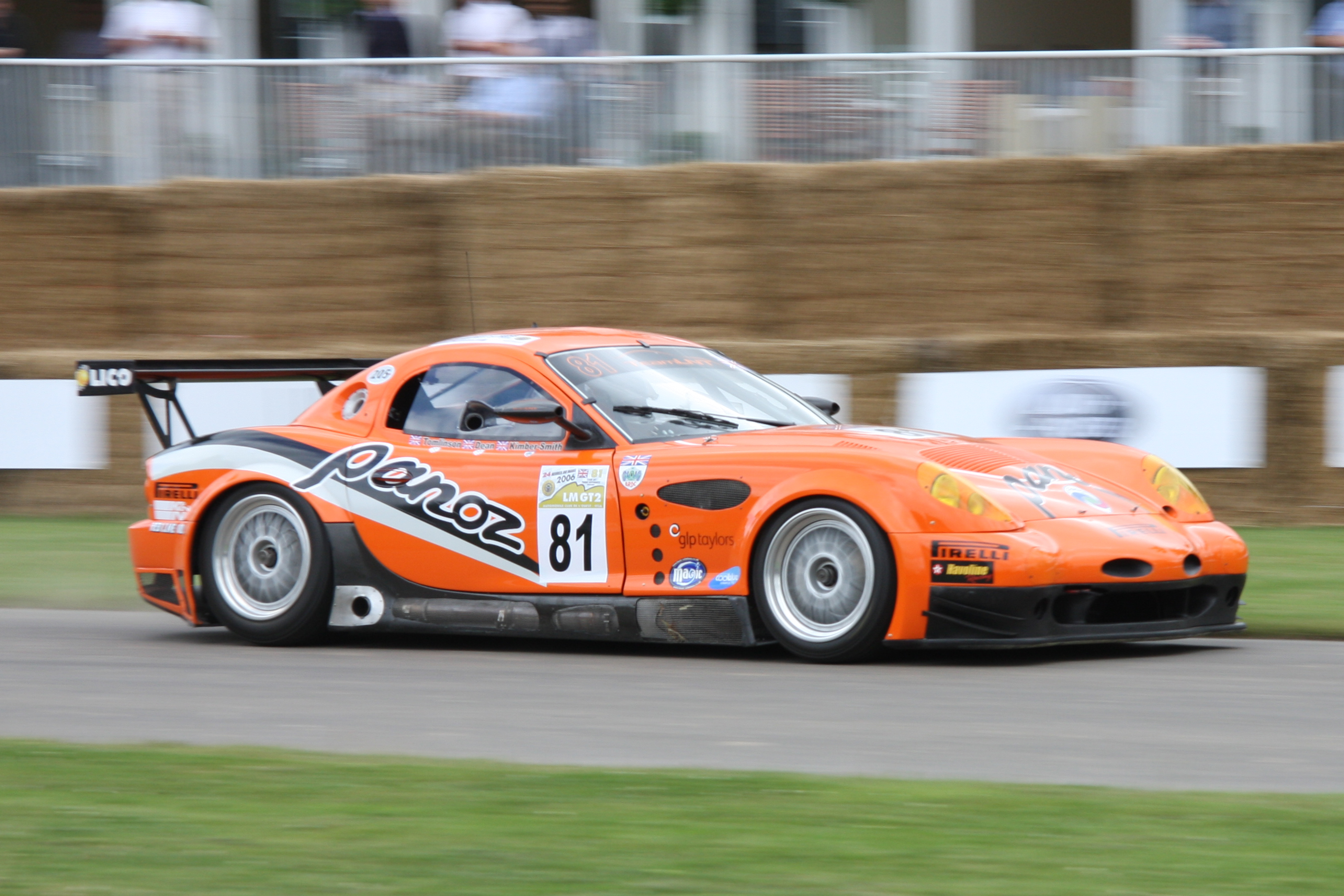
Panoz Esperante GTLM

En 2005, Panoz revient aux 24 Heures du Mans avec deux Esperante GTLM mais elles ne franchirent pas l'arrivée. L'année suivante, 2 nouvelles Esperante sont engagées dont une par LNT. Cette dernière a remporté la catégorie GT2. En 2007, LNT engage deux Esperante, mais les résultats dont moins bons. Ce fut la dernière année de présence de Panoz au Mans.

## Voitures de route
Le groupe produit quelques véhicules dont la Roadster (voiture la plus produite) et l'Esperante. Cette dernière a un châssis en carbone et en aluminium et est équipée d'un moteur V8 Ford.
Liste des voitures :
- Panoz AIV Roadster
- Panoz Esperante
- Panoz Esperante GT
- Panoz Esperante GTLM
- Panoz Esperante GTR-1
- Panoz Abruzzi
- Panoz Avezzano

## Voitures de course
Depuis 1997 et la création d'Élan Motorsport Technologies, Panoz développe des voitures de course proches des versions routières. Le palmarès de ce constructeur comprend le championnat USRRC 1998 dans la catégorie GT1, les American Le Mans Series 1999, les Trans-Am Series 2002 et des victoires dans la catégorie GT2 des 24 Heures du Mans 2006 avec le Team LNT et des 12 Heures de Sebring 2006 avec Multimatic Motorsports.
Depuis 2007, Panoz est partenaire du Prototype Technology Group à qui il confie en 2010 la nouvelle Panoz Abruzzi. Cette voiture fait sa première apparition au Petit Le Mans mais ne participe pas à la course,.
Liste des voitures :
- Panoz Esperante GTR-1
- Panoz LMP-1 Roadster-S
- Panoz LMP07
- Panoz LMP01 Evo
- Panoz Esperante GTS
- Panoz Esperante GTLM
- Panoz Abruzzi « Spirit of Le Mans »

Élan Motorsport Technologies développe aussi des châssis monoplaces pour la compétition comme la Panoz G-Force GF09 pour l'Indy Racing League, la Panoz DP01 pour les Champ Car World Series ou la Panoz DP09 pour la Superleague Formula.

## Panoz Motor Sports
Panoz Motor Sports regroupe les activités sportives du groupe.

### American Le Mans Series
L'American Le Mans Series (ALMS) a été créé par Don Panoz en 1999 et la course inaugurale fut le Petit Le Mans 1998. L'ALMS possède des accords de partenariat avec l'Automobile Club de l'Ouest pour utiliser la même réglementation et mettre en place une véritable compétition internationale l'Intercontinental Le Mans Cup à partir de 2010.
Panoz est aussi propriétaire de l'International Motor Sports Association, l'organisme qui supervise l'ALMS.

### Les circuits
Le groupe possède et exploite trois circuits américains qui accueillent les American Le Mans Series dont les deux courses les plus prestigieuses : les 12 Heures de Sebring et le Petit Le Mans.

### Élan Motorsport Technologies
Élan Motorsport Technologies regroupe, depuis 1997, toutes les activités du groupe liées à la course automobile. Élan a connu une croissance externe par le rachat de Van Diemen le constructeur de Formule Ford et de G-Force le constructeur de monoplace pour l'Indy Racing League.